# Vobbia
För andra betydelser, se Vobbia (olika betydelser).
Vobbia är en kommun i  storstadsregionen Genua, innan 2015 provinsen Genova, i regionen Ligurien i Italien. Den ligger omkring 20 km nordöst om Genoa. Kommunen hade 380 invånare (2018) och gränsar till följande kommuner: Busalla, Carrega Ligure, Crocefieschi, Isola del Cantone, Mongiardino Ligure samt Valbrevenna.

## Externa sidor
- https://web.archive.org/web/20060828212659/http://www.vobbia.ge.liguriainrete.it/